# Fortificações de Macau

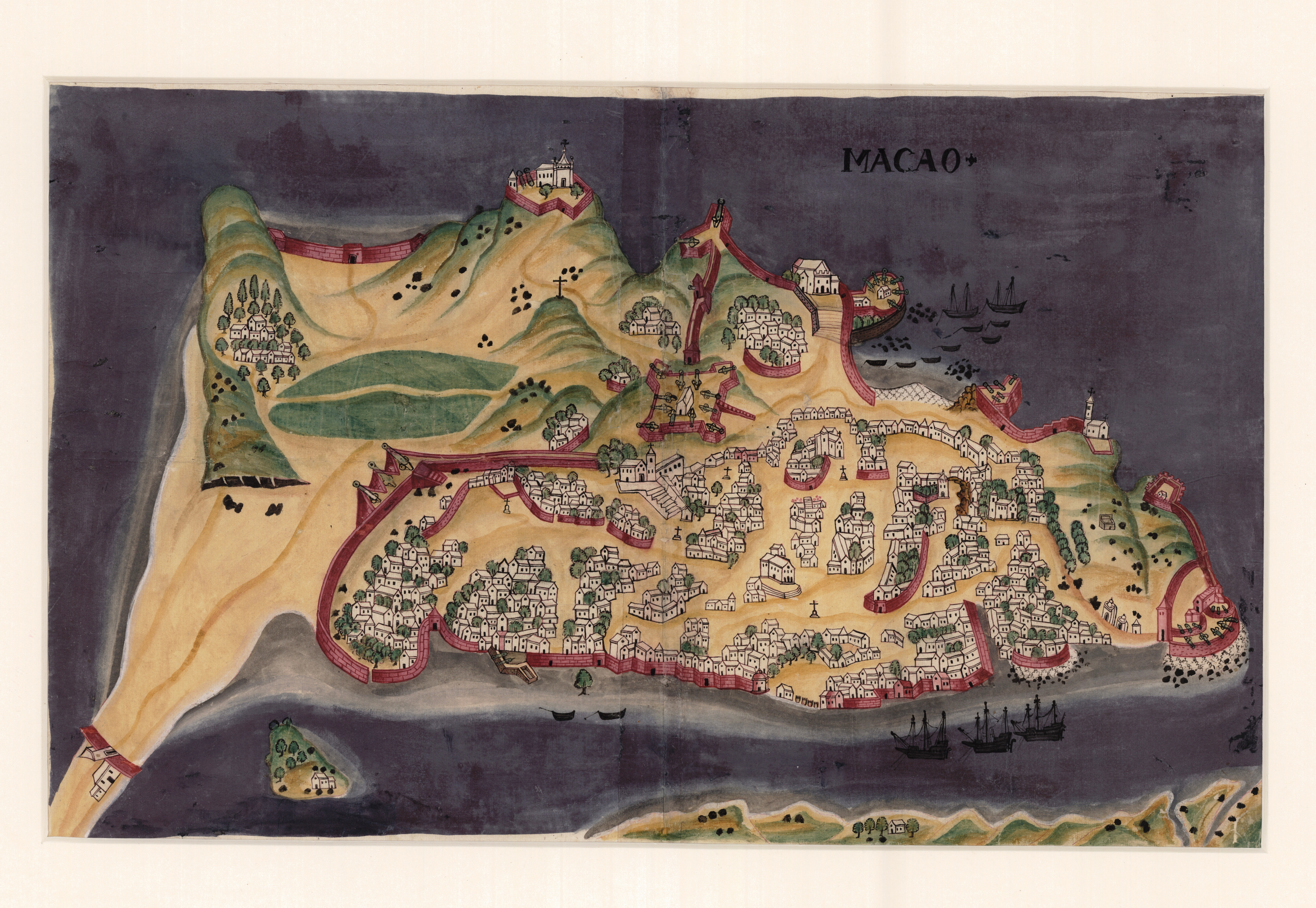
Macau in "Livro das Plantas de Todas as Fortalezas", 1635.

As fortificações de Macau localizam-se na foz do rio das Pérolas, atual Região Administrativa Especial de Macau, na República Popular da China.
Destinadas à defesa daquele antigo território português no Extremo Oriente, subordinado ao Estado Português da Índia, o seu conjunto fazia da península de Macau e sua povoação uma autêntica praça-forte.

## História
Os portugueses iniciaram os seus contatos com a China em 1513, quando Jorge Álvares, por determinação do primeiro capitão de Málaca, Rui de Brito Patalim, se dirigiu às costas da China em viagem exploratória, tendo aportado à ilha de Tamão (atual Lin-Tin).
Em 1515 um segundo contato teve lugar, graças a uma missão comercial chefiada por Rafael Perestrelo. Nesse mesmo ano, sob o comando de Fernão Peres de Andrade, partiu de Lisboa a primeira frota com a missão de iniciar relações diplomáticas e comerciais com aquele país, que alcança em 1517. Como resultado, são estabelecidas relações amistosas que culminaram na fundação da feitoria portuguesa de Lampacau, numa ilha no estuário do rio das Pérolas. O governo imperial da China não permitia que estrangeiros erguessem fortificações em seus domínios, e a primeira tentativa de fortificação dessa feitoria foi malograda.
A abertura de comércio regular com o Japão, iniciado pelos portugueses em 1542, favoreceu os mandarins de Cantão. Assim, em 1554 o capitão Leonel de Souza assinou um tratado de paz, amizade e comércio, com o Hai-Tan daquela cidade, remontando a este período os primeiros contatos com Macau, nome que deriva da sua designação local por mercadores e marinheiros: "A-Ma-Gau", isto é, "Porto da Deusa A-Ma". A cessão de Macau aos portugueses pelos mandarins locais foi confirmada pelo Imperador da China, Chi-Tsung e ratificada pelo seu sucessor Mo-Tsung. Uma tradição refere-se que a cessão deste território derivou dos portugueses terem eliminado a pirataria da região do delta de Cantão, em 1557.
A pequena feitoria da "Povoação do nome de Deus de A-Ma-Cau da China", à época não passava de um simples bairro comercial, defendido apenas por uma porta fortificada erguida em 1573 - a chamada Porta do Cerco -, que controlava o acesso de visitantes ao continente, em território chinês.
A fortificação de Macau iniciou-se apenas no contexto da Dinastia Filipina, já no alvorecer do século XVII, diante da ameaça crescente materializada pela ação da Companhia Neerlandesa das Índias Orientais, nomeadamente os ataques de 1604, 1622 e 1627. António Bocarro, à época, descreveu a cidade com um conjunto de obras de fortificação recém-edificadas, distribuídas de maneira orgânica, de modo a tirar vantagem da topografia. A sua principal peça defensiva era a Fortaleza de São Paulo do Monte, secundada pela Fortaleza de Nossa Senhora da Guia.
Após a Restauração da Independência, o enclave manteve-se fiel a Portugal, o que lhe valeu a divisa outorgada pelo novo soberano: "não há outra mais leal". No contexto da Guerra da Restauração o conjunto era integrado pelas seguintes fortificações:
- Fortaleza da Barra
- Fortaleza de São Francisco
- Fortaleza do Monte de Nossa Senhora da Guia (Fortaleza da Guia)
- Forte de São Pedro
- Forte de São Tiago
- Baluarte de Nossa Senhora da Penha de França
- Baluarte de Nossa Senhora do Bom Parto
- Baluarte de São Jerônimo
- Baluarte de São João
- Bateria ou Reduto da Praia Grande, e
- Reduto do Bom Porto

Macau desempenhou papel fundamental nas relações entre o Ocidente e a China por ter sido, até 1685, o único porto aberto por este império ao comércio exterior, o que transformou Macau, por mais de um século, no centro do tráfego marítimo e comercial e de intercâmbio de culturas entre o Ocidente e o Oriente.
No período entre 1685 e 1845, funcionou como residência de todos os estrangeiros que se relacionavam com a China, incluindo os diplomatas credenciados em Pequim. Esta etapa encerrou-se com as Guerras do Ópio a partir de 1844, quando foram abertos ao comércio internacional os portos de Cantão, Amói, Fuchou, Ningpo e Xangai.
A traça das estruturas militares de Macau inspirou as autoridades chinesas no projeto e construção das próprias fortificações na sua extensa linha costeira.

## Classificação

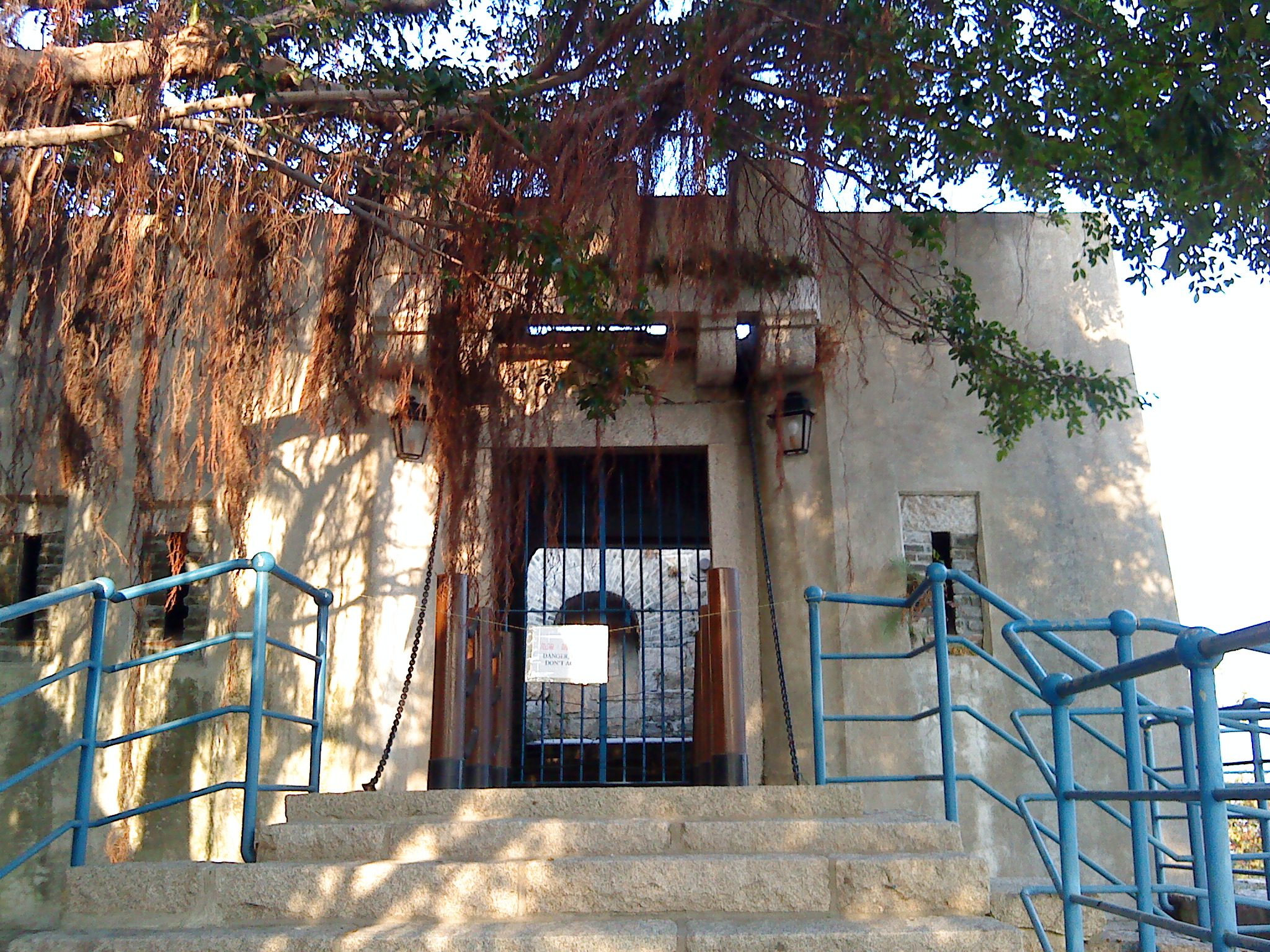
Forte de D. Maria II, Macau.

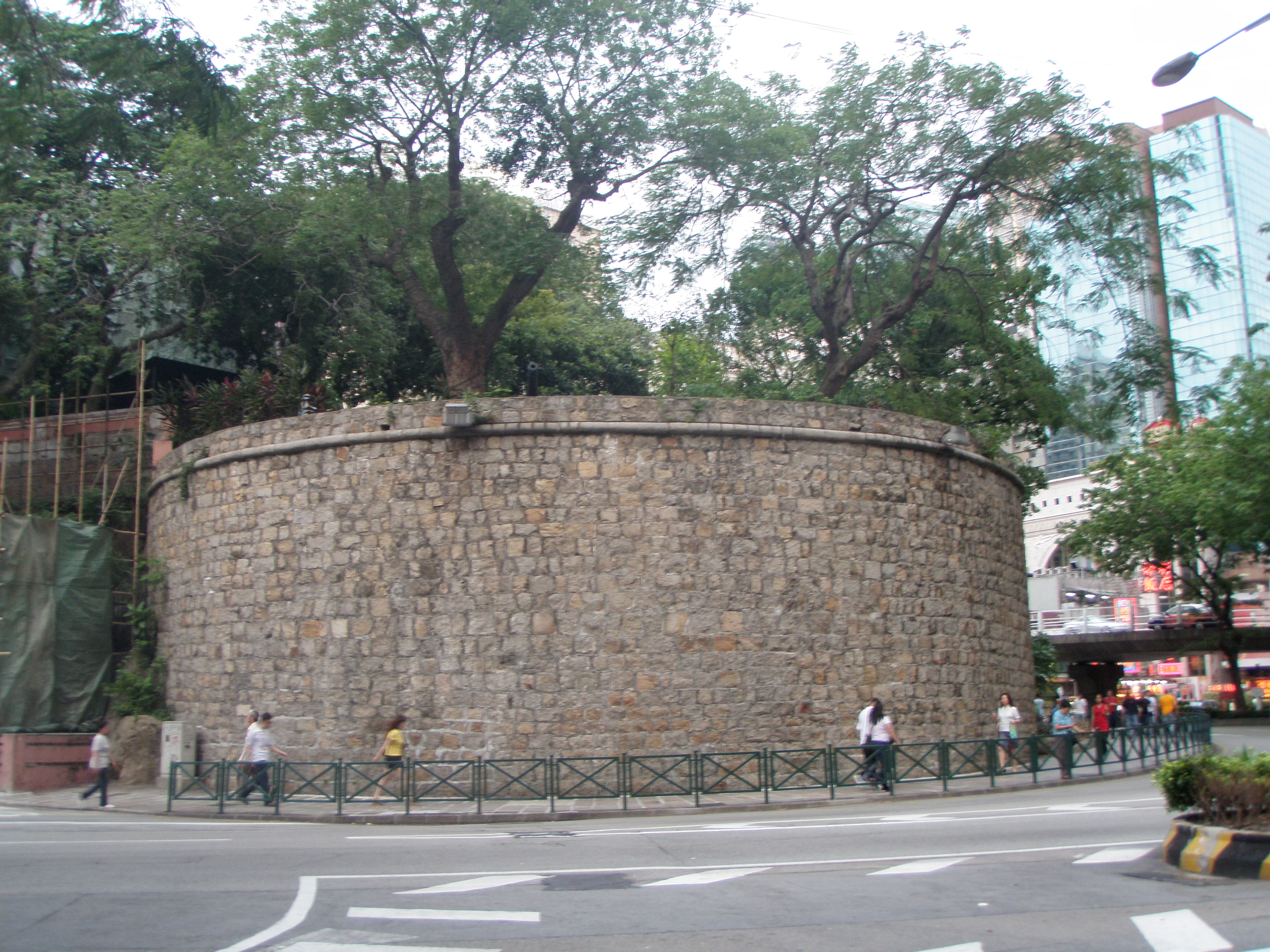
Forte de São Francisco, Macau.

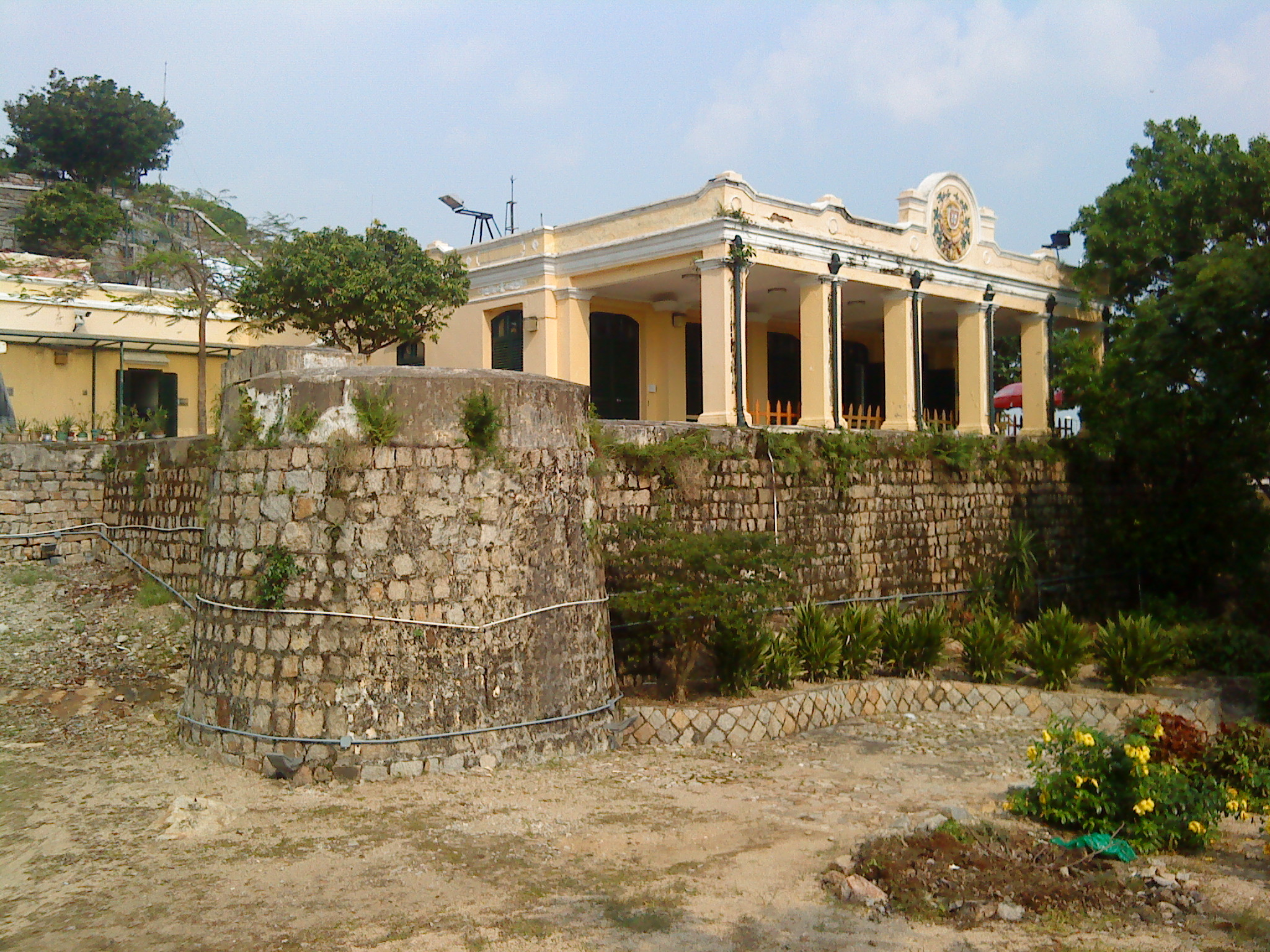
Forte da Taipa, Macau.

Atualmente encontram-se classificadas pelo Decreto-Lei nº 34/76/M de 7 de Agosto as seguintes estruturas:
- Fortaleza de São Tiago da Barra - também conhecida como Forte da Barra, foi erguida em 1629 no local de uma primitiva bateria, com a função de defesa do ancoradouro interior. Sobre as colinas no extremo sul da península de Macau, constituía-se numa cidadela dentro da cidade. As suas muralhas tinham com seis metros na base, 3,3 no topo, elevando-se a 30 pés de altura. A sua importância estratégica era de tal ordem que nos séculos XVII e XVIII o seu comandante era nomeado diretamente pelo soberano em Portugal e não estava sujeito ao Governador de Macau. O forte passou a contar com uma capela sob a invocação de São Tiago, patrono dos militares, a partir de 1740, quando foi reforçada e ampliada. A sua plataforma principal media 113m x 42m, albergando doze canhões de calibre 24, e quatro de calibre 50, uma cisterna com capacidade para 3.000 litros e instalações para o comandante e 60 soldados. Mais acima na colina havia uma casa da guarda, seis canhões calibre 24 e, ao nível do solo, armazéns para munições e abastecimentos e uma casa espaçosa. Como as demais estruturas defensivas, caiu em ruínas ao longo dos séculos até que, durante a Segunda Guerra Mundial os antigos canhões foram vendidos para adquirir arroz para alimentar os refugiados de Hong Kong e da China. Ao longo dos anos o forte foi gradualmente demolido para construção de estradas e a partir de 1976 deixou de ser utilizado pela Polícia Marítima. O Departamento de Turismo do Governo de Macau recuperou-o e requalificou-o como pousada, a "Pousada de São Tiago", inaugurada em 1982, hoje uma das grandes atrações de Macau. Os visitantes podem conhecê-lo e visitar a capela em seu interior, onde se destacam a imagem da Virgem e a do padroeiro. Segundo uma lenda local, a estátua do santo patrulhava o forte de noite, pelo que de manhã as botas estavam enlameadas, havendo um soldado destacado para as limpar. Um dia o soldado ter-se-ia esquecido de o fazer, tendo sido atingido na cabeça pela espada do santo.
- Fortaleza de Nossa Senhora do Bom Parto - localizada na Colina da Penha, foi erguida em terreno dos frades Agostinianos anteriormente a 1622. Cooperava com a Fortaleza de São Francisco e com a Fortaleza da Praia Grande (hoje desaparecida) na defesa da costa sul de Macau, e com a de São Tiago da Barra na defesa do seu porto interior. Abandonada em 1892, posteriormente foi utilizada como hotel (Hotel Bela Vista), constituindo-se na atualidade na residência oficial do Cônsul Geral de Portugal.
- Fortaleza de Mong-Há
- Fortaleza de Nossa Senhora do Monte
- Fortaleza de Nossa Senhora da Guia
- Forte de D. Maria II
- Forte de São Francisco - também referido como Quartel de São Francisco, o primitivo forte foi erguido em 1629 no extremo da Praia Grande, fronteiro ao canal da Taipa, local em que afundou o "Golijah", um dos vasos de guerra com que os Neerlandeses tentaram invadir o território. A sua artilharia compreendia uma colubrina que podia disparar balas de ferro de 17 quilogramas à distância de dois quilómetros, a largura do canal. Pouco se conhece da sua configuração ou do convento de São Francisco que lhe estava ligado: ambos foram demolidos para a construção do aquartelamento Batalhão da 4ª Linha, transferido para Macau em 1864. As suas instalações sediam, atualmente, o Comando das Forças de Segurança de Macau.

Nenhuma das demais fortificações de Macau sobreviveu até aos nossos dias, delas existindo apenas vestígios. O Forte da Taipa, na ilha de mesmo nome, foi reconstruído e é utilizado como esquadra policial. Do Forte do Bom Parto, junto ao mar, restam apenas as fundações sob o antigo Hotel Bela Vista. No local do antigo Forte da Penha ergue-se atualmente o Paço Episcopal. O Forte de D. Maria, por sua vez, dá o nome a uma conhecida curva do circuito da Guia, no Grande Prémio de Macau.
Das primitivas muralhas da cidade, restam apenas alguns troços atrás do ex-Hotel Bela Vista e na Colina de São Januário.